# Феликс Славик
Феликс Славик (Беч, 3. мај 1912 – Беч, 6 октобар 1980) био је аустријски политичар из Социјалистичке радничке партије, претечом данашње Социјалдемократске партије Аустрије (СПО). Служио је као градоначелник Беча између 1970-1973. године.

## Живот и каријера радника
Феликс Славик је занимање прецизног механичара изучио од 1926. до 1929. године у Вишој машинској школи и њиме се бавио до краја Другог светског рата. Од 1925. године био је политички активан у Социјалистичкој омладини, а 1926-1929 у Омладини металских радника. Након успостављања клерикално-ауторитарне корпоративне државе од стране канцелара Долфуса 1934. године, Славик је постао активан у илегалном Револуционарном социјалистичком покрету. Због тога је 1935. приведен у полицију и одведен у логор Велерсдорф, где је затворен маја 1936. године. Од новембра 1939. до децембра 1943. Славик је из политичких разлога био затваран од стране Гестапоа. Током једне несреће приликом принудног рада изгубио је десно око. Након ослобођења, придружио се покрету отпора. Сараживао је и са представницима Католичког покрета отпора. Повремено је радио и у ткаоници, а пред крај рата од 1943. до 1945. године радио је као магационер.

## Политичка каријера
Након завршетка рата, Славик је започео своју политичку каријеру. Године 1945/1946 био је извршни градски већник за стамбена питања у Бечу, 1946. године га је Савезна аустријска држава Беч послала као делегата у Савезно веће Аустрије, а 1949. је изабран у Народно веће као кандидат СПО. Славик је био на овој функцији до 1957. године.

## Градоначелник Беча
Феликс Славик је био градски већник за финансије и заменик градоначелника скоро дванаест година од 1957. до 1. децембра 1970. када је изабран за новог градоначелника Беча.
Од краја 1950-их Славик се дуго противио изградњи метроа у Бечу и фаворизовао је моношински систем Алвег, који никада није заживео у Европи. Славик је био „апсолутни противник Дунавског канала“. Славик је поднео оставку после три године на месту градоначелника јер је 2. јуна 1973. на изборима за извршну власт бечке СПО добио само двотрећинску већину. Упорне критике Славика у медијима и чињеница да је Славик био на страни губитника на референдуму о изградњи опсерваторијског парка у Верингу били су одлучујући за ову кризу поверења у партији.
Умро је 1980. године и сахрањен је у почасном гробу у Средишњем бечком гробљу (група 14 Ц, број 58 А). У Флоридсдорфу (21. бечки округ) улица Феликс-Славик-Штрасе носи његово име.

## Награде
- 1962: Велико одликовање части у злату са звездом за заслуге у Републици Аустрији
- 1969: Велико одликовање части у злату са звездом за заслуге Савезној аустријског држави Беч
- 1975: Велико одликовање части у сребру са лентом за заслуге у Републици Аустрији
- Велики крст за заслуге Ордена за заслуге Савезне Републике Немачке са звездом